# Europamästerskapen i poänglopp
Europamästerskap i poänglopp har avhållits för herrar och damer sedan 2011 som en del av Europamästerskapen i bancykling och arrangeras av Union Européenne de Cyclisme.
Flest segrar på herrsidan har Benjamin Thomas med tre, medan Kirsten Wild, Maria Giulia Confalonieri, Lotte Kopecky och Anita Stenberg har två segrar var på damsidan.

## Podieplaceringar
| År   | Vinnare             | Tvåa                 | Trea                 |
| 2011 | Rafał Ratajczyk     | Silvan Dillier       | Milan Kadlec         |
| 2012 | Elia Viviani        | Kirill Svesjnikov    | Serhij Lahkuty       |
| 2013 | Elia Viviani        | Thomas Boudat        | Eloy Teruel          |
| 2014 | Benjamin Thomas     | Liam Bertazzo        | Henning Bommel       |
| 2015 | Wojtek Pszczolarski | Benjamin Thomas      | Claudio Imhof        |
| 2016 | Niklas Larsen       | Kenny De Ketele      | Raman Ramanau        |
| 2017 | Alan Banaszek       | Niklas Larsen        | Maximilian Beyer     |
| 2018 | Wojtek Pszczolarski | Kenny De Ketele      | Stefan Matzner       |
| 2019 | Bryan Coquard       | Jan-Willem van Schip | Michele Scartezzini  |
| 2020 | Sebastián Mora      | Matteo Donegà        | Daniel Crista        |
| 2021 | Benjamin Thomas     | Iúri Leitão          | Vlas Sjitjkin        |
| 2022 | Benjamin Thomas     | Robbe Ghys           | Vincent Hoppezak     |
| 2023 | Simone Consonni     | Albert Torres        | Donavan Grondin      |
| 2024 | Niklas Larsen       | Sebastián Mora       | Oscar Nilsson-Julien |
| 2025 | Iúri Leitão         | Yanne Dorenbos       | Jasper De Buyst      |

| År   | Vinnare                   | Tvåa                 | Trea                 |
| 2011 | Jevgenija Romanjuta       | Katarzyna Pawłowska  | Jarmila Machačová    |
| 2012 | Stephanie Pohl            | Jevgenija Romanjuta  | Elke Gebhardt        |
| 2013 | Kirsten Wild              | Danielle King        | Leire Olaberría      |
| 2014 | Eugenia Bujak             | Kelly Druyts         | Elena Cecchini       |
| 2015 | Katarzyna Pawłowska       | Élise Delzenne       | Stephanie Pohl       |
| 2016 | Kirsten Wild              | Jolien D'Hoore       | Katarzyna Pawłowska  |
| 2017 | Trine Schmidt             | Gulnaz Badykova      | Tatstsjana Sjarakova |
| 2018 | Maria Giulia Confalonieri | Ina Savenka          | Gulnaz Badykova      |
| 2019 | Maria Giulia Confalonieri | Tatstsjana Sjarakova | Ganna Solovei        |
| 2020 | Katie Archibald           | Silvia Zanardi       | Karolina Karasiewicz |
| 2021 | Gulnaz Chatuntseva        | Shari Bossuyt        | Lonneke Uneken       |
| 2022 | Lotte Kopecky             | Silvia Zanardi       | Victoire Berteau     |
| 2023 | Anita Stenberg            | Shari Bossuyt        | Marie Le Net         |
| 2024 | Lotte Kopecky             | Anita Stenberg       | Jarmila Machačová    |
| 2025 | Anita Stenberg            | Marion Borras        | Maike van der Duin   |